# Десимон, Андрей Францович
Андрей Францович Десимон — российский государственный деятель, тайный советник, вице-губернатор Грузии и Имеретии.

## Биография
Отец Десимона Франц Десимон в 16-летнем возрасте из Триеста приехал в Россию. Франц Де-Симон был принят на российскую службу. В послужном списке юного поручика было сказано: «Грамоте российской, французской и итальянской читать и писать умеет; истории и географии и часть математики знает». Франц Десимон попал в турецкий плен; освободившись из плена, продолжил службу в Российской армии. Был преподавателем в Пажеском корпусе в Санкт-Петербурге. Умер Ф. Де-Симон в 1818 году в возрасте 45 лет, оставив своим детям в наследство потомственное дворянство и доброе имя. Имел четверых детей: Александра, Георгия, Константина и Андрея.
Андрей Десимон окончил курс в императорском Пажеском корпусе, после чего 14 июня был выпущен в звании прапорщика в лейб-гвардии Преображенский полк. В 1828 году Десимон был командирован в Кавказский корпус, в составе которого принимал участие в русско-турецкой войне. В 1830 году вернулся в полк, где был произведён в подпоручики. Участвовал в подавлении Польского восстания 1830 года. За отличие в бою за взятие передовых укреплений мятежников в Варшаве Десимон был награждён орденом Святой Анны 4-й степени с надписью «За храбрость». В 1832 году ему было присвоено звание поручика, в 1834 году — штабс-капитана. В том же году он был назначен на должность старшего адъютанта при штабе отдельного гвардейского корпуса. В 1837 году 22 октября Десимон в чине штабс-капитана вышел в отставку по болезни и в 1838 году он был назначен чиновником для особых поручений при главноуправляющем Грузией генерале Головине. В 1839 году во время экспедиции в Южном Дагестане Десимон находился на левом фланге Кавказской линии, неоднократно проявляя «храбрость и распорядительность, достойную военачальника». В 1840 году Десимон был произведён в чин коллежского советника, а в 1841 году назначен директором канцелярии главноуправляющего Закавказским краем.
В 1842 году Десимон стал вице-губернатором Грузии и Имеретии. В 1846 году он был произведён в статские советники и назначен на должность директора канцелярии наместника Кавказа и членом совета Главного Управления Закавказского края, а также заведующим учебной частью Закавказья. В 1850 году Десимон получил чин действительного статского советника. В 1857 году за «неутомимую деятельность для пользы края» он был награждён орденом святого Владимира 1-й степени. В 1859 году Десимон стал членом Совета наместника Кавказа. В 1860 году он был награждён орденом святой Анны 1-й степени. В 1862 году Десимон был произведён в чин тайного советника. В 1868 году Десимон состоял членом главного управления наместника Кавказа, а в 1870 году — членом комиссии прошений на Высочайшее имя. Пребывание Десимона в Закавказье ознаменовалось рядом реформ, проведённых благодаря его инициативе.
Остаток жизни провел в своем имении в долине р. Мацеста. Существует предположение, что Андрей Францевич и его жена Нина Ивановна, урождённая фон Мензенкампф, похоронены недалеко от своего хутора, в верховьях р. Мацесты на территории современного с. Прогресс. Он так же, как и его отец, имел четверых детей: Александра, Константина, Виктора и Михаила. Константин герой Первой мировой войны георгиевский кавалер.

## Интересные факты
В Сочи имя Десимон носит ручей впадающий в реку Мацеста, улица Ручей Десимон, а также Десимон неофициальное название села Прогресс.